# Ospedale della Misericordia (San Secondo Parmense)
L'ospedale della Misericordia è un edificio civile situato in piazza Martiri della Libertà a San Secondo Parmense, in provincia di Parma; fu innalzato per volere del marchese feudatario Federico I de' Rossi tra il XVII e il XVIII secolo.

## Storia
Particolarmente colpito dallo spopolamento di campagne e città a seguito della virulenta peste del 1630, Federico I de' Rossi, feudatario all'epoca del Marchesato di San Secondo,decise di costruire un ospedale dove poveri e viandanti potessero trovare ristoro e i malati conforto; la decisione venne ratificata di comune accordo con la comunità di San Secondo e con il clero.
La zona prescelta per l'edificazione della nuova costruzione era a nord del nucleo abitativo quattrocentesco del paese, nucleo rimasto invariato per più di duecento anni; di fronte all'Ospedale si pensò anche di realizzare anche una grande piazza ad uso di mercato.
Inizialmente i lavori proseguirono a rilento, morto infatti Federico I nel 1632 e impegnato Troilo IV de' Rossi nelle continue guerre che caratterizzarono il suo breve marchesato, la costruzione dell'ospedale passò in secondo piano per fermarsi, addirittura, durante la confisca farnesiana del feudo dal 1635 al 1653.
Anche la ripresa dei lavori nella seconda metà del seicento non fu caratterizzata da particolare celerità tanto che la struttura venne completata solo ad inizio XVIII secolo. Durante la visita pastorale il vescovo di Parma monsignor Camillo Marazzani (1712-1716), infatti, parlando dell'ospedale lo rappresenta come una struttura valida ma non ancora terminata.
Accanto alla struttura, nella parte posteriore, si è sviluppato quello che sino ad alcuni decenni fa è stato l'ospedale di zona di San Secondo. L'antica struttura, invece, chiusa nella seconda metà del novecento e bisognosa di urgenti interventi di manutenzione, è stata restaurata negli anni novanta e riaperta al pubblico.
La prima menzione della piazza antistante all'edificio è invece del 1632, data in cui tramite atto notarile i cittadini cedevano all'ospedale gli affitti del mercato che si svolgeva insieme però agli oneri di realizzazione del selciato della piazza. Vi si svolgeva regolarmente il mercato dei bovini. La sistemazione della piazza originaria è andata persa, attualmente campeggia al centro della piazza recentemente risistemata il monumento ai caduti di Ernesto Vighi.

## Descrizione e servizi
La struttura si presenta frontalmente con un ampio colonnato e un bel loggiato. Dal portico, grazie ad alcuni gradini, ci si immette nell'ingresso; attraversato il portone ligneo si entra in un disimpegno coronato da una cupola ai cui angoli spiccano alcune sculture che sormontano i pilastri.
Al piano terra vi erano originariamente grandi sale che fungevano da infermeria: quella di sinistra per le donne, quella a destra per gli uomini, sempre al piano terra c'erano gli alloggi degli infermieri e i servizi, mentre nelle stanze del primo piano si svolgevano attività amministrative e altre funzioni.
La struttura, atta ad ospitare sia infermi che pellegrini, poteva alloggiare sino ad un massimo di dodici malati, che venivano curati, rifocillati grazie alla cucina che era messa a disposizione ed omaggiati di dieci soldi al giorno. I malati potevano contare oltre che sulle cure sul conforto spirituale dei frati cappuccini del locale convento. Per quanto riguarda l'ospitalità dei pellegrini erano a loro dedicati tre locali, uno ad "usus ignis" e altri due che fungevano da dormitorio. Sul retro della struttura, prima della costruzione dell'ospedale nuovo, vi erano gli orti delimitati da un canale.
Attualmente la struttura ospita la Casa della Salute, il CUP di San Secondo e ambulatori per visite specialistiche.